# تاكيشي أوراكامي
تاكيشي أوراكامي (باليابانية: 浦上 壮史) (7 فبراير 1969 في طوكيو في اليابان – )؛ هو لاعب كرة قدم ياباني سابق كان يلعب كحارس مرمى.

## وصلات خارجية
- تاكيشي أوراكامي على موقع رابطة كرة القدم اليابانية للمحترفين (اليابانية)
- تاكيشي أوراكامي على موقع عالم كرة القدم.نت (الإنجليزية)